# Denkingen
Denkingen település Németországban, azon belül Baden-Württembergben. Lakosainak száma 2949 fő (2023. december 31.). Denkingen Böttingen, Spaichingen, Gosheim és Frittlingen községekkel határos.

## Népesség
A település népessége az elmúlt években az alábbi módon változott:
| Lakosok száma | 1770 | 2633 | 2657 | 2836 | 2922 | 2949 |
|               | 1975 | 2017 | 2019 | 2021 | 2022 | 2023 |